# Hendrik Hop
Hendrik Hop (Paarl, 21 juin 1716-Paarl, 17 juin 1771) est un explorateur hollandais.

## Biographie
Membre de la Compagnie néerlandaise des Indes orientales, il dirige, en 1761, une expédition scientifique dans le Nord de la colonie du Cap. Parti le 16 juillet 1761 avec une cinquantaine d'Hottentots, il atteint le site de l'actuelle Kamus en Namibie en octobre. Il constitue alors un herbier et ramène le 27 avril 1762 des spécimens d'animaux dont des girafes.

## Œuvre
- Nouvelle description du cap de Bonne-Espérance, 1778